# Старый Ропск
Старый Ропск (ранее рус. Ропесск, укр. Ропеськ) — село в Климовском районе Брянской области. Входит в Новоропское сельское поселение.
Расположено в лесистой местности на правом берегу Ирпы (приток Снова) в 8 км к юго-юго-востоку от Климово, в 175 км к юго-западу от Брянска и в 88 км к востоку от Гомеля. Село раскинуто на местности, протянувшись с запада на восток на 2 км и с севера на юг на 1,5 км, деревенские дворы перемежаются участками леса.
Через село проходит местная автодорога Климово — Каменский Хутор.

## История
Впервые упоминается в 1159 году; в исторической литературе также называлось городом (остатки древне-русского поселения обнаружены на северо-западной окраине современного села). До 1160 года Старый Ропск, тогда носивший имя Ропесск, являлся столицей Ропесского княжества. Старый Ропск регулярно упоминается в документах, начиная с XVI века; с 1620 до середины XVII века — центр Ропской волости, владения шляхтича Салтана. В 1633 упоминается униатская церковь Святого Афанасия. Село Старый Ропск, по сведениям Святителя Филарета (Гумилевского) Архиепископа Черниговского и Нежинского, — один из древнейших домонгольских населённых пунктов Новозыбковского уезда Черниговской губернии. В летописях 1159 года упоминается, что «княгиня же (супруга князя Изяслава Давыдовича) бежа … Пересловлю … та на Хоробор, та на Ропск, Ярослав же Всеволодович (брат северского князя двоюродный племянник Изяслава) утешив и почтив ю Ропск, да проводи ю до Гомья (Гомеля) к Изяславу». Понятно, что Ропск XII века — старый Ропск и по приему княгини видно, что он тогда был городком значительным, где можно был с честью принять недавнюю великую княгиню Киева. В старом Ропске был храм Рождества Богородицы. По описи 1734 года в этом храме в кипарисном ящике на престоле находились частицы мощей пр. Антипы-врача, пр. Ефросинии Полоцкой и пр. Игнатия-целебника. В местечке Ропск три ярмарки: в девятую неделю по пасхе, 14 июля в день Бориса и Глеба и 26 октября.
Еще в XVI веке, так как в уезде «новозыбковском и особенно в соседнем суражском, леса были темныя», жители Ропска занимались звериною охотою, ловили медведей и иные водили медведей по селам для показа. Но ныне это только быль давняя, о которой уже и забыли.
Со второй половины XVII века село находилось во владении Рубцовых (до 1679), затем — гетманское владение, с 1745 — Разумовских. В XVII столетии многие жители Ропска занимались дальним конным извозом. И, находясь по этому случаю в беспрестанных отношениях с русскими слободами, по своей обстановке успели обрусеть; их костюмы, телеги, рослые лошади, сбруя — совершенно великорусские.
«Черниговские Епархиальные известия» за разные годы, в «Отчете о состоянии народных училищ и сельских школ разных ведомств» сообщают, что в Старом Ропске Новоропской волости, Новозыбковского уезда, свою деятельность осуществляли следующие школы: Начальная школа по состоянию на 1866 год и Земская одноклассная школа.
В 1891 году в селе было основано Сельское земское училище, которое располагалось в общественном доме. Законоучителем училища с 1895 года состоял священник Александр Онисимович Кропотов. В школе существовало два параллельных класса. Учителем первого класса с 13 июля 1892 года состояла Любовь Андреевна Голосова. А учителем параллельного класса с 1 сентября 1892 года состояла Елена Никитична Шендерей. В тот год обучалось 84 мальчика и 29 девочек. На содержание училища от Черниговского Губернского Земства выделялось 332 рублей в год, а от сельской общины 90 рублей в год. При училище в то время земли под огород не имелось.
Со второй половины XVII века по 1781 село входило в Топальскую сотню Стародубского полка; затем в Новоместском, Новозыбковском (с 1809) уезде (с 1861 в составе Новоропской волости, с 1923 в Климовской волости); с 1929 в Климовском районе. До 1954 — центр Староропского сельсовета.
Древнейший памятник деревянного зодчества Брянщины — церковь Рождества Богородицы (1730, расширена в 1871, с 1947 по 2011 не действовала, с 2011 богослужения возобновлены). Максимальное число жителей 1760 человек (1897, 1901).